# Ochrocesis evanida
Ochrocesis evanida là một loài bọ cánh cứng trong họ Cerambycidae.